# 2024年パリオリンピックの閉会式
2024年パリオリンピックの閉会式は、8月11日午後9時（CEST）からパリ郊外サン＝ドニのスタッド・ド・フランスで行われた第33回オリンピック競技大会の閉会式。式典はオリンピック憲章に基き行われ、「過去に敬意を表し、未来を受け入れる、記憶に残る祭典に」と謳われた。総監督のトマ・ジョリーは開会式の批判を受け見直すとしている。

## 女子マラソン表彰式
1996年アトランタ大会から恒例となっているマラソン表彰式は前回東京大会では男女表彰式を実施していたが、今大会は女子マラソンの表彰式を実施した。閉会式において女子マラソンの表彰式が単独で行われるのは今回が初めてである。

## アトラクション
フランスの超人気バンドであるフェニックスのライブがあったが、一部の選手がステージによじ登るハプニングがあり、ステージから降りるように促すアナウンスが流される一幕もあった。

## 2028年ロサンゼルス大会への引き継ぎ式
オリンピック賛歌の演奏とともに五輪旗が降下、五輪旗はパリ市イダルゴ市長からIOCバッハ会長へ、そして、2028年ロサンゼルス大会が行われるロサンゼルス市のカレン・バス市長へ授受され、アメリカ国歌『星条旗』はH.E.R.が歌唱。その後、スタジアム屋根からトム・クルーズがワイヤーアクションでスタジアム内に降り、五輪旗を持ったままバイクでスタジアムを颯爽と走り去るサプライズ出演があった。その後VTRでロングビーチでのライブにはレッド・ホット・チリ・ペッパーズ、ビリー・アイリッシュ、スヌープ・ドッグが出演した。

## 炬火納火・フィナーレ
バッハ会長が閉会を宣言し、テディ・リネールらが聖火火種を吹き納火された。フィナーレには歌手のイズー（Yseult）がディオールのオートクチュールを着込んでフランク・シナトラの名曲『マイ・ウェイ』を熱唱し、花火とともにフィナーレを迎えた。

## 日本での放送
- NHK総合[10]、NHK Eテレ、NHK BSプレミアム4K、NHK BS8K（同時中継）[11]
  - 実況:松野靖彦アナウンサー、中川安奈アナウンサー
  - Eテレは解説放送・手話通訳による視覚・聴覚障害者向け放送。

- NHK-FM放送[13]（同時中継）[11]

## 総評
IOCのトーマス・バッハ会長は、選手たちのパフォーマンスが「世界中に興奮を巻き起こした」「センセーショナル（sensational）な五輪、あえていえば、セーヌセーショナル（Seine-sational）な大会だった」とスピーチし、「これは、私たちのオリンピックアジェンダ改革のもとで完全に実施された最初のオリンピックです。より若く、より都市的で、より包括的、そしてより持続可能な大会。男女のジェンダー平等が完全に実現した初めてのオリンピックでもありました」とも語った。